# گریگور سیکوشک
گریگور سیکوشک (انگلیسی: Gregor Sikošek؛ زادهٔ ۱۳ فوریهٔ ۱۹۹۴) بازیکن فوتبال اهل اسلوونی است که در حال حاضر برای ماریبور در پست مدافع بازی می‌کند.
از باشگاه‌هایی که در آن بازی کرده است می‌توان به کوپر دمژاله سیلکبورگ و بروندبی اشاره کرد.
وی همچنین در تیم‌های ملی فوتبال اسلوونی و ب اسلوونی بازی کرده است.

## دوران ملی
در نوامبر ۲۰۱۶، سیکوشک نخستین دعوت خود را به تیم ملی اسلوونی برای مسابقه‌ها برابر مالت و لهستان دریافت کرد. او در ۱۴ نوامبر ۲۰۱۶ برابر تیم دوم نخستین بازی خود را انجام داد.